# MTV Video Music Awards 2016
La 33ª edizione degli MTV Video Music Awards si è svolta il 28 agosto 2016 nel Madison Square Garden di New York, New York. Beyoncé è l'artista più nominata, con un totale di undici nomination, seguita da Adele, con otto nomination. Il video musicale di Hello di Adele è il video con più candidature, otto nomination totali. Durante la serata, Rihanna è stata premiata con il Video Vanguard Award. Beyoncé è anche l'artista più premiata, con otto vincite totali, superando Madonna come cantante più premiata di sempre.

## Cerimonia

### Esibizioni
| Artista                      | Canzone                    |
| Pre-show                     | Pre-show                   |
| ---------------------------- | -------------------------- |
| Alessia Cara Troye Sivan     | Wild Things                |
| Alessia Cara Troye Sivan     | Wild                       |
| Alessia Cara Troye Sivan     | Scars to Your Beautiful    |
| Jidenna                      | Little Bit More            |
| Lukas Graham                 | Mama Said                  |
| Main show                    |                            |
| Rihanna (prima esibizione)   | Don't Stop the Music       |
| Rihanna (prima esibizione)   | Only Girl (in the World)   |
| Rihanna (prima esibizione)   | We Found Love              |
| Rihanna (prima esibizione)   | Where Have You Been        |
| Ariana Grande Nicki Minaj    | Side to Side               |
| Future                       | Fuck Up Some Commas        |
| Rihanna (seconda esibizione) | Rude Boy                   |
| Rihanna (seconda esibizione) | What's My Name?            |
| Rihanna (seconda esibizione) | Work                       |
| Nick Jonas Ty Dolla $ign     | Bacon                      |
| Beyoncé                      | Pray You Catch Me          |
| Beyoncé                      | Hold Up                    |
| Beyoncé                      | Sorry                      |
| Beyoncé                      | Don't Hurt Yourself        |
| Beyoncé                      | Formation                  |
| Britney Spears G-Eazy        | Make Me...                 |
| Britney Spears G-Eazy        | Me, Myself & I             |
| Rihanna (terza esibizione)   | Needed Me                  |
| Rihanna (terza esibizione)   | Pour It Up                 |
| Rihanna (terza esibizione)   | Bitch Better Have My Money |
| The Chainsmokers Halsey      | Closer                     |
| Rihanna (quarta esibizione)  | Stay                       |
| Rihanna (quarta esibizione)  | Diamonds                   |
| Rihanna (quarta esibizione)  | Love on the Brain          |

### Presentatori

#### Pre-spettacolo
- DJ Khaled – presentatore
- Charlamagne Tha God e Lizzo – co-presentatori

#### Spettacolo principale
- Sean "Diddy" Combs ha presentato il miglior video Hip-Hop
- Hailee Steinfeld ha spiegato le procedure per la votazione del miglior nuovo artista
- Chance the Rapper ha introdotto Ariana Grande e Nicki Minaj
- Alicia Keys ha presentato il miglior video maschile
- Michael Phelps ha introdotto Future
- Kanye West ha presentato il video di "Fade"
- Naomi Campbell ha introdotto la seconda performance di Rihanna
- Rita Ora e Ansel Elgort hanno presentato Nick Jonas e Ty Dolla Sign
- Serena Williams ha introdotto Beyoncé
- Bebe Rexha e Tove Lo hanno presentato i vincitori delle categorie professionali
- Jaden Smith e Shameik Moore hanno presentato la miglior collaborazione
- Kim Kardashian ha introdotto Britney Spears e G-Eazy
- Le ginnaste olimpiche Simone Biles, Laurie Hernandez, Madison Kocian e Aly Raisman hanno presentato il miglior video femminile
- Tracee Ellis Ross ha introdotto la terza performance di Rihanna
- Fifth Harmony hanno presentato il miglior nuovo artista
- Alessia Cara e Troye Sivan hanno introdotto The Chainsmokers e Halsey
- Jimmy Fallon ha presentato il video dell'anno
- Mary J. Blige ha introdotto la performance finale di Rihanna
- Drake ha presentato il Video Vanguard Award

## Vincitori e candidati
In grassetto vengono evidenziati i vincitori.

### Video dell'anno
- Beyoncé — Formation
- Adele — Hello
- Justin Bieber — Sorry
- Drake — Hotline Bling
- Kanye West — Famous

### Miglior video maschile
- Calvin Harris (featuring Rihanna) — This Is What You Came For
- Drake — Hotline Bling
- Bryson Tiller — Don't
- The Weeknd — Can't Feel My Face
- Kanye West — Famous

### Miglior video femminile
- Beyoncé — Hold Up
- Adele — Hello
- Ariana Grande — Into You
- Rihanna (featuring Drake) — Work
- Sia — Cheap Thrills

### Miglior artista esordiente
- DNCE
- Desiigner
- Lukas Graham
- Zara Larsson
- Bryson Tiller

### Miglior video pop
- Beyoncé — Formation
- Adele — Hello
- Justin Bieber — Sorry
- Alessia Cara — Wild Things
- Ariana Grande — Into You

### Miglior video rock
- Twenty One Pilots — Heathens
- All Time Low — Missing You
- Coldplay — Adventure of a Lifetime
- Fall Out Boy (featuring Demi Lovato) — Irresistible
- Panic! at the Disco — Victorious

### Miglior video hip-hop
- Drake — Hotline Bling
- 2 Chainz — Watch Out
- Chance the Rapper (featuring Saba) — Angels
- Desiigner — Panda
- Bryson Tiller — Don't

### Miglior video elettronico
- Calvin Harris e Disciples — How Deep Is Your Love
- 99 Souls (featuring Destiny's Child e Brandy) — The Girl Is Mine
- Afrojack — SummerThing!
- The Chainsmokers (featuring Daya) — Don't Let Me Down
- Mike Posner — I Took a Pill in Ibiza

### Miglior video collaborativo
- Fifth Harmony (featuring Ty Dolla $ign) — Work from Home
- Beyoncé (featuring Kendrick Lamar) — Freedom
- Ariana Grande (featuring Lil Wayne) — Let Me Love You
- Calvin Harris (featuring Rihanna) — This Is What You Came For
- Rihanna (featuring Drake) — Work

### Breakthrough Long Form Video
- Beyoncé — Lemonade
- Justin Bieber — Purpose: The Movement
- Chris Brown — Royalty
- Florence + The Machine — The Odyssey
- Troye Sivan — Blue Neighbourhood Trilogy

### Miglior regia
- Beyoncé — Formation (regista: Melina Matsoukas)
- Adele — Hello (regista: Xavier Dolan)
- David Bowie — Lazarus (regista: Johan Renck)
- Coldplay — Up&Up (regista: Vania Heymann e Gal Muggia)
- Tame Impala — The Less I Know the Better (regista: Canada)

### Miglior coreografia
- Beyoncé — Formation (coreografi: Chris Grant, JaQuel Knight e Dana Foglia)
- Beyoncé — Sorry (coreografi: Chris Grant, JaQuel Knight, Dana Foglia, Anthony Burrell e Beyoncé Knowles Carter)
- Missy Elliott (featuring Pharrell) — WTF (Where They From) (coreografi: Hi-Hat)
- FKA twigs — M3LL155X (coreografi: FKA twigs)
- Florence + The Machine — Delilah (coreografi: Holly Blakey)

### Migliori effetti speciali
- Coldplay — Up&Up (effetti speciali: Vania Heymann)
- Adele — Send My Love (to Your New Lover) (effetti speciali: Sam Sneade)
- FKA twigs — M3LL155X (effetti speciali: Lewis Sanders e Jihoon Yoo)
- The Weeknd — Can't Feel My Face (effetti speciali: Bryan Smaller)
- Zayn — Pillowtalk (effetti speciali: David Smith)

### Migliore direzione artistica
- David Bowie — Blackstar (direttore artistico: Jan Houllevigue)
- Adele — Hello (direttore artistico: Colombe Raby)
- Beyoncé — Hold Up (direttore artistico: Jason Hougaard)
- Drake — Hotline Bling (direttore artistico: Jeremy MacFarlane)
- Fergie — M.I.L.F. $ (direttore artistico: Alexander Delgado)

### Miglior montaggio
- Beyoncé — Formation (montatore: Jeff Selis)
- Adele — Hello (montatore: Xavier Dolan)
- David Bowie — Lazarus (montatore: Johan Söderberg)
- Fergie — M.I.L.F. $ (montatore: Vinnie Hobbs)
- Ariana Grande — Into You (montatore: Hannah Lux Davis)

### Miglior fotografia
- Beyoncé — Formation (direttore della fotografia: Malik Sayeed)
- Adele — Hello (direttore della fotografia: André Turpin)
- Alesso — I Wanna Know (direttore della fotografia: Corey Jennings)
- David Bowie — Lazarus (direttore della fotografia: Crille Forsberg)
- Ariana Grande — Into You (direttore della fotografia: Paul Laufer)

### Song of the Summer
- Fifth Harmony (featuring Fetty Wap) — All in My Head (Flex)
- The Chainsmokers (featuring Halsey) — Closer
- Drake (featuring Kyla & Wizkid) — One Dance
- Selena Gomez — Kill Em with Kindness
- Calvin Harris (featuring Rihanna) — This Is What You Came For
- Nick Jonas (featuring Ty Dolla $ign) — Bacon
- Kent Jones — Don't Mind
- Major Lazer (featuring Justin Bieber & MØ) — Cold Water
- Sia — Cheap Thrills
- Justin Timberlake — Can't Stop the Feeling!

### Premio alla carriera (Michael Jackson Video Vanguard Award)
- Rihanna